# Macrojoppa bogotensis
Macrojoppa bogotensis là một loài tò vò trong họ Ichneumonidae.